# جون سيالي
جون سيالي (1895–1742). كان كاتب إنجليزي. واصبح في آخر حياته رجل دين.

## حياته
ولد في سرمرسيت، درس في مدرسة قواعد بريستول، بغية تعلم القساسة. توفي عمه ومربيه، أصبح تحت رعاية المحامي العام، لكن انتقل لتعلم إلاعمال التجارية تحت إشراف ملاخي برستليشوف. وبدعم من والدته أصبح صحفي.
اثناء زيارته ل مانشستر اقنع سيالي عشيقته بالهروب معه لكن امسك بهم والدها في روستر. عمل كمعلم لفن الكتابة والحسابات. اسس مدرسة ساحة بريد جووتر في 1767، وستمستر، حصل على رتبة كهنوتية بعد فترة وجيزة. اثناء وجوده في روما في 1774 حصل على موافقة في اكادمية بواسطة مديح ماريا مادلينا فرنانديز كوردلاله، شاعر ايطالي. في 1790 تم ترقيته إلى مقر القسيس في اسيت ميون مع فروكسفيلد وستيب.
كان سيلي عضواً منتخب في الجمعية الملكية في 30 حزيران 1791. حصل عللى شهادة االماجستير والدكتوراه في القانون. توفي في الساحات الملكية،  وسيتمنستر، في آذار من عام 1795. تبادلات الاخبار في مجلة الإنجيلية  أن سيالي كان قسيساً ل لايرل كينتور. دفن في إليسفيلد هامبشاير، عن عمر يناهز ٤٩ سنة.</

## أعماله
- ألف العديد من الروايات والقصائد والكتب المدرسية التي تتضمن:[4]
- حب كاليستو وأميرة، أو الإرث القاتل، لندن، 1776؛ نشرت ترجمة فرنسية في باريس (1778)
- القصص الأخلاقية بعد الطريقة الشرقية، لندن (1780 ؟).
- زواج السير غاوين، أوبرا، 1782
- قاموس جغرافي كامل، مجلدين، لندن، 1787 . القسم الفلكي مقدم من إسرائيل ليون<[5]
- موسوعة السيدة، 3 مجلدات، لندن، 1788

ساهم من حين لآخر في كثير من المجلات، أطلق ورقة سياسية قصيرة العمر موقعة بريتانيكوس. أدار لبعض الوقت المتحف العالمي ومجلة فريهولدر، وشارك في مجلة سانت جيمس، التي حررها روبرت لويد.

## عائلت
تزوج سيلي (كما كان يعتقد) في عام 1776، أرملة ثرية مشهورة تبلغ ضعف عمره، اكتشف بعد بضع سنوات، لم يكن لديها المال وكان لديها زوج، القس وليام لويس. بعد انفصاله عن السيدة لويس تزوج ماري، الابنة الكبرى لجوزيف همفريز، رئيس إليسفيلد، هامبشير، ولشمال ستوك، سومرسيت، الذي نجا منه